# Colonia Aurora
Colonia Aurora é uma cidade argentina da província de Misiones, localizado dentro do departamento 25 de Mayo. Tem fronteira com o município de 25 de Mayo do mesmo departamento, e com os de Dos de Mayo do Cainguás, San Vicente e El Soberbio do departamento Guaraní e com  o município  de Novo Machado, no estado Brasileiro do Rio Grande Do Sul.
O município conta com uma população de 8.407 habitantes segundo o Censo do ano 2001 (INDEC).